# Paulete Furacão
Paola Beatriz (Salvador, 13 de abril de 1984), también conocida como Paulete Furacão, es una activista LGBTQIA+ brasileña. Fue la primera transexual en ocupar un cargo público en el estado brasileño de Bahía.
Es asesora parlamentaria de la diputada estatal de Bahía Olívia Santana y estudia pedagogía en la Universidad Federal de Bahía (UFBA). También trabaja como educadora social para combatir la trata de personas y prevenir las infecciones de transmisión sexual.

## Biografía
Paulete Furacão nació el 13 de abril de 1984 en la ciudad de Salvador, en el estado brasileño de Bahía. A los cinco años, Paulete ya se identificaba como mujer. La familia la aceptó, pero sufrió prejuicios entre propios y extraños.
Comenzó a ser activista del movimiento LGBTQIA+ en 2004, cuando su amiga travesti Laleska de Caprid fue asesinada el día de Navidad. Así, fundó en 2006 la Asociación Laleska de Caprid, que trabaja con acciones sociales y conferencias sobre la lucha contra la homofobia y con el nombre elegido en honor a su amiga travesti asesinada. Se eligió el nombre social Paulete Furacão como forma de autoafirmación, resistencia y poder.
De 2012 a 2016, Paulete Furacão ocupó el cargo de coordinadora del Centro de Defensa de los Derechos de la Población LGBTT (Lesbianas, Gays, Bisexuales, Travestis y Transexuales), en la Secretaría de Estado de Justicia, Ciudadanía y Derechos Humanos (SJCDH) del gobierno de Bahía. En las elecciones municipales de Salvador de 2016, se postuló para un cargo en el Ayuntamiento de Salvador estando afiliada al Partido Socialista Brasileño (PSB), pero no logró ser electa concejala.
En 2018, presentó el programa Cerca de Favela de radio 87.9 FM, en Salvador, donde abordó la temática LGBT y transmitió contenidos de sensibilización.
En 2019, mediante un esfuerzo conjunto de la Defensoría Pública del Estado de Bahía, Paulete Furacão obtuvo un certificado de nacimiento con su nombre civil elegido, Paola Beatriz.
En 2021, se convirtió en miembro del Projeto Oportunizar, un proyecto de la Rede Trans que tiene como objetivo promover la empleabilidad de personas transgénero en Brasil.